# حقيقي الورق
حقيقي الورق أو يوفيليا (الاسم العلمي: Euphyllia)، جنس من المرجان الحجري كبير الحجم. توجد عدة أنواع منه بشكل شائع في أحواض الأسماك البحرية. يشتمل الجنس الأنواع التالية:
- Euphyllia baliensis Turak, Devantier & Erdman, 2012 – مرجان فقاعي
- Euphyllia cristata Chevalier, 1971 – مرجان العنب
- Euphyllia glabrescens (Chamisso & Eysenhardt, 1821) – مرجان الشعلة
- Euphyllia paraglabrescens Veron, 1990

أُعيد تصنيف الأنواع التالية إلى جنس (هدبية الورق) Fimbriaphyllia ضمن فصيلة (نوويات الورق) Caryophylliidaey
- Euphyllia ancora (أُعيد تصنيفها باسم Fimbriaphyllia ancora)Veron & Pichon, 1980 – مرجان المطرقة
- Euphyllia divisa (أُعيد تصنيفها باسم Fimbriaphyllia divisa)Veron & Pichon, 1980 – مرجان سَرْءُ الضفادع
- Euphyllia paraancora (أُعيد تصنيفها باسم Fimbriaphyllia paraancora)Veron, 1990 – مرجان المطرقة المتفرع
- Euphyllia paradivisa (أُعيد تصنيفها باسم Fimbriaphyllia paradivisa)Veron, 1990 – مرجان سرء الضفادع المتفرع
- Euphyllia yaeyamaensis (أُعيد تصنيفها باسم Fimbriaphyllia yaeyamaensis)(Shirai, 1980) - مرجان سرء الضفادع السميك